# هیچ‌چیز جاودانه نیست
هیچ چیز جاودانه نیست (به انگلیسی: Nothing Lasts Forever) نام رمانی است که توسط سیدنی شلدون نوشته شده است.